# Syzygium championii
Syzygium championii är en myrtenväxtart som först beskrevs av George Bentham, och fick sitt nu gällande namn av Elmer Drew Merrill och Lily May Perry. Syzygium championii ingår i släktet Syzygium och familjen myrtenväxter. Inga underarter finns listade i Catalogue of Life.